# Ausbilder-Eignungsverordnung
Die Ausbilder-Eignungsverordnung ist eine Verordnung des Bundesministeriums für Bildung und Forschung, die aufgrund des Berufsbildungsgesetzes erlassen wurde. Sie regelt, unter welchen Voraussetzungen eine Person als Ausbilder im Sinne des Berufsbildungsgesetzes anerkannt werden kann.
In der Ausbilder-Eignungsverordnung sind die bis dahin separat bestehenden Vorschriften über die Ausbilder-Eignung in den Bereichen Öffentlicher Dienst, Hauswirtschaft, Landwirtschaft und gewerbliche Wirtschaft für das Bundesrecht zusammengefasst.
Im Berufsbildungsgesetz (§ 28 Abs.1 S.2 BBiG) ist festgelegt, dass in Deutschland nur ausbilden darf, wer dafür persönlich und fachlich geeignet ist. Ziel ist es, die Qualität der Ausbildung zu sichern. Dabei gibt die Ausbilder-Eignungsverordnung vor, worum es sich genau bei den geforderten berufs- und arbeitspädagogischen Kenntnissen handelt und wie ein Nachweis über diese Kenntnisse erbracht werden kann. Typische Inhalte der damit verbundenen Prüfungen sind der Ausbildungsablauf, Ausbildungsmethoden und rechtliche Rahmenbedingungen wie Arbeitszeiten oder Arbeitsschutz.